# Cheirogaleus sibreei
Cheirogaleus sibreei är en primat i familjen muslemurer som är bara känd från tre mindre områden på östra Madagaskar.
Artepitetet i det vetenskapliga namnet hedrar den brittiska missionären James Sibree.
Arten når en kroppslängd (huvud och bål) av 20,5 till 23,5 cm, en svanslängd av 22 till 26,5 cm och en vikt mellan 220 och 360 g. Denna primat har på ovansidan huvudsakligen gråbrun päls och undersidan är ljusare till krämfärgad. Hos flera exemplar förekommer en mörk längsgående strimma på ryggens mitt. Kring ögonen och lite nedanför näsan finns en svart fläck. Kännetecknande är dessutom ett ljusare band på halsens framsida.
Efter upptäckten vid slutet av 1800-talet hittades en längre tid inga fler individer. Först 2005 blev arten återupptäckt. Utbredningsområdet ligger ungefär 1400 till 1800 meter över havet och är täckt av regnskog.
En studie från 2013 visade att Cheirogaleus sibreei är en av de arter i släktet Cheirogaleus som håller vinterdvala (upp till 5 månader) i antagligen självgrävda jordhålor, trots att den lever i regnskogar. Kroppstemperaturen är under denna tid betydlig lägre än under aktiva tider. Under sommaren vilar djuret i trädens håligheter.
I regionen pågår fortfarande skogsavverkningar och det saknas skyddszoner. IUCN listar Cheirogaleus sibreei därför som akut hotad (critically endangered).